# أونكل
أونكل أو أُنْكِل (بالألمانية: Unkel) هي مدينة و بلدة ألمانية تقع في ألمانيا في راينلند بالاتينات. يقدر عدد سكانها بـ 5,032 نسمة .

## المدن التوأمة
مدينة كامن هي مدينة توأمة لأونكل.